# Elatostema yakushimense
Elatostema yakushimense är en nässelväxtart som beskrevs av Hatusima. Elatostema yakushimense ingår i släktet Elatostema och familjen nässelväxter. Inga underarter finns listade i Catalogue of Life.